# دونده (فیلم ۱۹۹۹)
دونده (انگلیسی: The Runner) فیلمی آمریکایی در سبک جنایی و مهیج است که در سال ۱۹۹۹ منتشر شد. از بازیگران آن می‌توان به ران الدارد، کورتنی کاکس، جان گودمن، جو مانتگنا و بوکیم وودبین اشاره کرد.